# Маркизцы

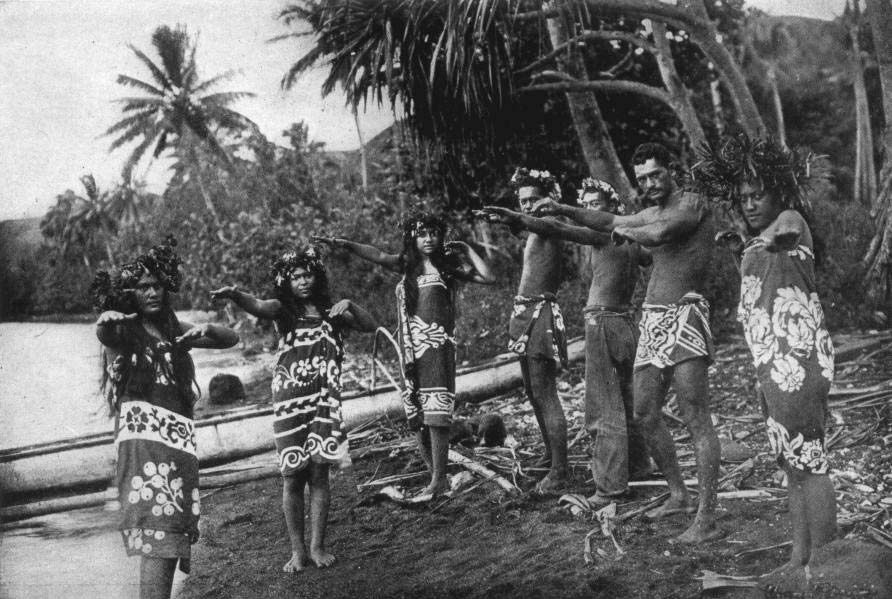
Танцующие маркизцы, начало XX века

Маркизцы (хиванцы) — коренное население Маркизских островов. Численность — 13 тыс. человек. Говорят на маркизском языке, относящемся к полинезийской группе. Верующие — католики и кальвинисты.
Прибыли, вероятно, с запада, в IV—I вв. С XVIII в. установлен контакт с европейцами. Маркизы были опорным пунктом для заселения других островов (Мангарева, Туамоту, Тубуаи). Точно определить родину пришельцев невозможно, заселение также шло не сразу, а несколькими волнами. Маркизы были первыми на пути европейских первооткрывателей (XVI век).
Раскопки древнейших поселений на Маркизах (деревни в заливе Хаатуатуа на о. Нуку-Хива и в долине Хане на о. Уа-Хука) показали, что люди были людоеды и охотники за черепами. Вероятно, что это черепа предков, а не убитых врагов. Люди были явно полинезийского типа.
Дома сперва строились тростниковые, на полу плетёные рогожи. Позже культура сменилась, дома приобрели каменный фундамент. В культуре островов выделен «классический период» − 1400—1790 гг. В это время выросла техника земледелия, произошёл демографический взрыв. Строились мегалитические святилища, изготовлялись статуи из туфа, была развита резьба по дереву. Дома вождей имели до 30 м длины, были украшены резьбой.
Орудий земледелия не найдено, но найдено много топоров, подобных самоанским и фиджийским, и рыболовных крючков на тунца.
Пища островитян — рыба и моллюски. Разводили и, видимо, ели собак, свиней, кур, вероятно, крыс.
Социальная организация — племена, возглавляемые вождями (хакаики нуи). При вождях были советы (хакатоотина) и военачальники (тоа), жрецы (тауа) и наследственные ремесленники (тухунга). Существовали тайные союзы и тайные языки. Развиты были культы предков, вождей, черепов, почитание черепахи, смоковницы.